# Scissileda anatina
Scissileda anatina is een tweekleppigensoort uit de familie van de Yoldiidae. De wetenschappelijke naam van de soort is voor het eerst geldig gepubliceerd in 1896 door E. A. Smith.